# Kuusamonjärvi
Kuusamonjärvi är en sjö i Finland. Den ligger i kommunen Kuhmo i landskapet Kajanaland, i den centrala delen av landet, 500 km nordost om huvudstaden Helsingfors. Kuusamonjärvi ligger 179,2 meter över havet. I omgivningarna runt Kuusamonjärvi växer i huvudsak barrskog. Den är 7,5 meter djup. Arean är 1,18 kvadratkilometer och strandlinjen är 11,28 kilometer lång. Sjön  ingår i Uleälvens huvudavrinningsområde. 